# Конвой № 2072
Конвой № 2072 — японський конвой часів Другої світової війни, проведення якого відбувалось у липні 1943 року.
Конвой сформували в Рабаулі — головній передовій базі японців в архіпелазі Бісмарка, з якої вони провадили операції на Соломонових островах та сході Нової Гвінеї. Пунктом призначення при цьому був Трук (Чуук) на сході Каролінських островів, де ще до війни створили потужну базу ВМФ.
До складу конвою увійшли судно «Шоєй-Мару» (Shoei Maru) та ще один транспорт, а ескорт забезпечували тральщик W-15 та переобладнаний мисливець за підводними човнами «Шонан-Мару № 15» (Shonan Maru No. 15).
7 серпня 1943 року судна вийшли з Рабаула. 9—10 серпня вони побували біля атола Грінвіч (Капінгамарангі, за сім з половиною сотень кілометрів на південний схід від Трука), після чого й далі рушили на північ. Хоча в цей період комунікації архіпелагу Бісмарка ще не атакувала авіація, на них традиційно діяли підводні човни. Утім, цього разу конвой зміг пройти без інцидентів та 13 серпня прибув на Трук.